# Hemibal·lisme
L'hemibal·lisme és un trastorn hipercinètic caracteritzat per un moviment que recorda al gest de llançament, violent i involuntari de les extremitats. Consisteix en una alliberació excessiva de dopamina en el tàlem a causa d'una desinhibició dels nuclis talàmics, que afecta a nivell cortical i que produeix una influència excitadora sobre les àrees motores de l'escorça cerebral. Aquest tipus d'afectació també produeix altres alteracions com els tics o la corea.